# Chariesthes albovariegata
Chariesthes albovariegata är en skalbaggsart som först beskrevs av Stefan von Breuning 1938.  Chariesthes albovariegata ingår i släktet Chariesthes och familjen långhorningar.
Artens utbredningsområde är Kenya. Inga underarter finns listade i Catalogue of Life.